# Virgen de Orito
La Virgen de Orito es una advocación mariana venerada en la localidad de Orito, pedanía de Monforte del Cid (Alicante) España. Se trata de una imagen del siglo XVI, y su festividad se conmemora el 8 de septiembre, celebrándose procesiones en su honor.

## Coronación canónica
La Coronación Canónica tuvo lugar el 6 de septiembre de 1998, bajo la presidencia de los Excmos. Sres. Luis María Gonzaga de Casanova-Cárdenas y Barón, Duque de Santángelo, Marqués de Elche, Conde de Lodosa, y su esposa S.A.R.I. Mónica María Habsburgo-Lorena, Archiduquesa de Austria, Princesa de Hungría y de Bohemia. En el acto también estuvo presente Julio de España Moya, Presidente de la Diputación Provincial de Alicante, junto a las autoridades locales.

## Hallazgo y advocación

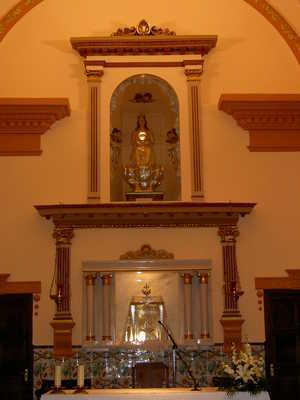
Santuario de Nuestra Señora de Orito.

Las crónicas cuentan que, en el año 1555, un religioso mercedario llamado fray Jorge Martínez se encontró una diminuta imagen de alabastro de la Virgen, metida entre el corporal, cuando se disponía a decir la Misa ...una imagen de bulto, muy pequeña y devota de Nuestra Señora....
Inicialmente se la llamó Virgen de Loreto, nombre que da título a la pedanía y que ha evolucionado en Orito. Mide tan solo 42 milímetros (una de las más pequeñas del mundo) y es hoy uno de los símbolos más reconocidos de la pedanía. La imagen de la Virgen de Orito se puede contemplar en la procesión que se celebra el día de su aniversario, el 8 de septiembre de cada año.

Son muchos los devotos de la Imagen y varios los milagros atribuidos a la misma, recogidos en un libro escrito en el año 1716 por fray Pedro Ortega, guardián del santuario...

La devoción hacia la Virgen, a nivel local, siempre fue muy grande. Cabe destacar las diferentes procesiones que se han efectuado a lo largo de los años, para pedir lluvia para las cosechas, rogativas que, según se apunta, solían dar buenos resultados.[cita requerida]

## Festividad y actos

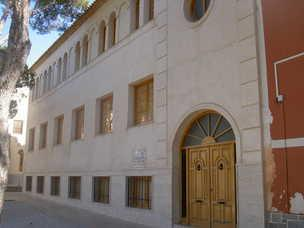
Albergue-hospedería para los romeros en Orito.

Orito celebra sus fiestas el 17 de mayo, día de la Romería de San Pascual con visita a la Cueva del santo, y el 8 de septiembre, día de la Virgen de Orito, con celebración de Misas, procesión, el tradicional concierto de la banda de música local "La Lira" y verbenas populares.

### Día de la Virgen de Orito
Las fiestas en honor a la Virgen tienen siglos de existencia. Los actos tradicionales son:
Pasacalles por la mañana y almuerzo general en la Plaza Mayor. Después se celebra la Misa y, a continuación, un concierto de música festera a cargo de la banda municipal, junto con las típicas degustaciones de palomas y canarios A las dos de la tarde, una comida de hermandad y, al atardecer, la procesión en honor a la Virgen de Orito.